# 형이상학파 시인
형이상학파 시인(metaphysical poets)은 존 던과 조지 허버트 등 17세기 영국 서정시인 중에서 형이상학적인 장치와 그 연구에 관심이 있던 시인들을 가리킨다. "형이상학파 시인"이라는 말을 처음 사용한 것은 새뮤얼 존슨이고 형이상학 시인이라는 시인들이 스스로 ‘형이상파’라고 자칭하거나 그런 운동을 일으키기도 않았으며, 많은 시인들은 그 시인인 줄 모르고, 그런 책을 읽은 적도 없었다.
20 세기초반, T. S. 엘리어트 등에 의해 재평가되어 각광을 받았다. 엘리엇은 1921년 《형이상학 시인》라는 에세이를 썼다.

## 명칭의 유래
1781년 새뮤얼 존슨의 《가장 뛰어난 영국 시인들의 삶》(Lives of the Most Eminent English Poets)이라는 작품에서 〈코울리의 생애〉(Life of Cowley) 부분에 17세기 초기를 언급하면서, 〈형이상학적 시인〉이라는 용어를 등장시킨다. 이 말은 형이상학적이라는 단어의 성격 자체를 언급하려는 것이 아니라 존 드라이든이 존 던에 대해 한 말에 대한 위트있게 언급한 것이었다.
존 던은 형이상학에 영향을 끼쳤네. 그의 풍자에서 뿐만 아니라 그의 연시에서도 말일세. 그것을 보면 천성은 단지 지배를 해야 한다더군. 멋진 철학적 사색과 아름다운 섹스를 해야한다는 당황스러움 말이지. 그리고 그때 그는 마음에 충실하고, 그것들을 사랑의 부드러움으로 즐겁게 하지. 이것으로 코울리지는 잘못을 반복한거지.
"He affects the metaphysics, not only in his satires, but in his amorous verses, where nature only should reign; and perplexes the minds of the fair sex with nice speculations of philosophy, when he should engage their hearts, and entertain them with the softnesses of love. In this ... Mr. Cowley has copied him to a fault."

호소든의 드러먼드는 드라이든 이전에 형이상학파나 형이상학 시인들의 단체를 언급한 유일한 작가이며, 그는 편지들 중 하나에 형이상학적인 이상과 학문적인 본질에 대해 언급을 했다.

## 형이상학파 시인
- 존 던 (1572–1631)
- 조지 허버트 (1572–1631)
- 앤드류 마벨 (1621–1678)
- 쎄인트 로버트 싸우스웰 (Saint Robert Southwell, c. 1561–1595)
- 리처드 크래쇼 (Richard Crashaw, c. 1613–1649),
- 토마스 트라헌 (Thomas Traherne, 1636 or 1637 – 1674)
- 헨리 보핸 (Henry Vaughan, 1622–1695)